# Агрон Руфаті
Агрон Руфаті (мак. Агрон Руфати; нар. 6 квітня 1999, Загреб, Хорватія) — македонський футболіст хорватського походження, центральний захисник клубу «Академіка» (Клінчень).

## Клубна кар'єра
Народився та виріс у Загребі. Футбольну кар'єру розпочав у скромному столичному клубі «Текстілац Равніце», після чого приєднався до ХАШКа (Загреб). У 2014 році перебрався до найкращої столичної футбольної академії, клубу «Динамо» (Загреб), в якій навчався до кінця 2016 року. Після цього виступав за «Локомотиву» в чемпіонаті Хорівтії U-19. 14 липня 2018 року приєднався до «Істри 1961». Вже через два тижні після появи в клубі, 29 липня 2018 року дебютував у професіональному футболі в нічийному (1:1) поєдинку першого туру Першої хорватської ліги проти «Славен Белупо», де відіграв усі 90 хвилин.
У вересні 2020 року підписав 3-річний контракт з «Зорею».

## Кар'єра в збірній
Виступав за юнацькі збірні Македонії U-18 та U-19.
У футболці молодіжної збірної Македонії дебютував 12 жовтня 2018 року в програному (1:5) поєдинку кваліфікації молодіжного чемпіонату Європи проти Росії.

## Статистика виступів

### Клубна
Станом на 16 листопада 2018.
| Сезон             | Клуб              | Чемпіонат         | Чемпіонат | Чемпіонат | Національний кубок | Національний кубок | Національний кубок | Єврокубки | Єврокубки | Єврокубки | Інші кубки | Інші кубки | Інші кубки | Загалом | Загалом |
| Сезон             | Клуб              | Змаг.             | Матчі     | Голи      | Змаг.              | Матчі              | Голи               | Змаг.     | Матчі     | Голи      | Змаг.      | Матчі      | Голи       | Матчі   | Голи    |
| ----------------- | ----------------- | ----------------- | --------- | --------- | ------------------ | ------------------ | ------------------ | --------- | --------- | --------- | ---------- | ---------- | ---------- | ------- | ------- |
| 2018-2019         | «Істра 1961»      | ПХЛ               | 8         | 0         | КХ                 | 0                  | 0                  | -         | -         | -         | -          | -          | -          | 8       | 0       |
| Усього за кар'єру | Усього за кар'єру | Усього за кар'єру | 8         | 0         |                    | 0                  | 0                  |           | -         | -         |            | -          | -          | 8       | 0       |

## Титули і досягнення
- Володар Кубка Албанії (1):

«Динамо» (Тирана): 2024–25